# Club Baloncesto Lucentum Alicante 2004-2005
Questa voce raccoglie le informazioni riguardanti il Club Baloncesto Lucentum Alicante nelle competizioni ufficiali della stagione 2004-2005.

## Stagione
La stagione 2004-2005 del Club Baloncesto Lucentum Alicante è la 4ª nel massimo campionato spagnolo di pallacanestro, la Liga ACB.

## Roster
Aggiornato al 25 novembre 2021.
| Etosa Alicante 2004-05 | Etosa Alicante 2004-05 |
| Giocatori              | Staff tecnico          |
| ---------------------- | ---------------------- |

| N. | Naz.                                     | Ruolo | Nome             | Anno | Alt.   | Peso   |  |
| -- | ---------------------------------------- | ----- | ---------------- | ---- | ------ | ------ |  |
| 4  | Spagna (bandiera)                        | P     | Berni Hernández  | 1975 | 189 cm |        |  |
| 5  | Spagna (bandiera)                        | P     | Nacho Rodríguez  | 1970 | 186 cm | 84 kg  |  |
| 7  | Spagna (bandiera)                        | AP    | Lucio Angulo     | 1973 | 198 cm | 93 kg  |  |
| 8  | Francia (bandiera)                       | AP    | Alain Digbeu     | 1975 | 198 cm | 95 kg  |  |
| 10 | Argentina (bandiera) · Italia (bandiera) | AG    | Áxel Weigand     | 1985 | 200 cm |        |  |
| 13 | Spagna (bandiera)                        | GA    | Héctor García    | 1978 | 194 cm |        |  |
| 14 | Spagna (bandiera)                        | C     | Oriol Junyent    | 1976 | 208 cm | 112 kg |  |
| 15 | Spagna (bandiera)                        | C     | Iñaki de Miguel  | 1973 | 205 cm | 100 kg |  |
| 16 | Spagna (bandiera)                        | P     | Fran Cano        | 1984 | 189 cm |        |  |
| 17 | Brasile (bandiera) · Italia (bandiera)   | AG    | Luis Gruber      | 1985 | 202 cm |        |  |
| 24 | Stati Uniti (bandiera)                   | A     | Quincy Lewis     | 1978 | 201 cm | 98 kg  |  |
| 33 | Spagna (bandiera)                        | AC    | Roberto Morentin | 1981 | 204 cm | 107 kg |  |
| 40 | Stati Uniti (bandiera)                   | AC    | Larry Lewis      | 1969 | 201 cm | 102 kg |  |

| Allenatore                                                                          |
| - Trifón Poch                                                                       |
| Assistente/i                                                                        |
| - Pepe Rodríguez - Oscar Urios Legenda - (C) Capitano - (IN) Inattivo - Infortunato |

## Mercato

### Sessione estiva
| Acquisti | Acquisti         | Acquisti    | Acquisti   | Acquisti |
| R.a      | Nome             | da          | Modalità   |          |
| -------- | ---------------- | ----------- | ---------- | -------- |
| P        | Nacho Rodríguez  | Barcellona  | definitivo |          |
| AG       | Áxel Weigand     | Free agent  | definitivo |          |
| AC       | Roberto Morentin | UCF Knights | definitivo |          |
| AG       | Larry Lewis      | Málaga      | definitivo |          |

| Cessioni | Cessioni             | Cessioni         | Cessioni       | Cessioni |
| R.       | Nome                 | a                | Modalità       |          |
| -------- | -------------------- | ---------------- | -------------- | -------- |
| AP       | Drazan Tomic         | TuS Lichterfelde | fine contratto |          |
| P        | Juan Ignacio Sánchez | Málaga           | fine contratto |          |
| C        | Manuel Gómez         | Murcia           | fine contratto |          |
| AG       | Lou Roe              | Siviglia         | fine contratto |          |
| C        | José López           | León             | fine contratto |          |

### Dopo l'inizio della stagione
| Acquisti | Acquisti     | Acquisti     | Acquisti       | Acquisti   |
| R.       | Nome         | da           | Data           | Modalità   |
| -------- | ------------ | ------------ | -------------- | ---------- |
| AP       | Alain Digbeu | Pall. Varese | 10 maggio 2005 | definitivo |

| Cessioni | Cessioni | Cessioni | Cessioni | Cessioni |
| R.       | Nome     | a        | Data     | Modalità |
| -------- | -------- | -------- | -------- | -------- |